# 渡邊榮一
渡邊 栄一（わたなべ えいかず、1933年2月5日 - 2016年11月29日）は、日本の実業家。ヤスダヨーグルト前社長。
新潟県北蒲原郡安田村（現阿賀野市）出身。

## 来歴
新潟県立水原農学校卒業後、農業に従事。 
1961年、1頭の牛を購入して酪農家としての人生を歩み始める。1987年4月、志を同じくする酪農家たちと渡邊含めた9人で安田牛乳加工処理組合を設立し、初代責任者に就任する。1989年8月、同組合を有限会社ヤスダヨーグルトへと改組する。1995年、同社初代社長に就任する。
2016年11月29日、死去（享年84）。

## 受賞
- モンドセレクション最高金賞（2008 - 2011）